# Mitologia lusitana

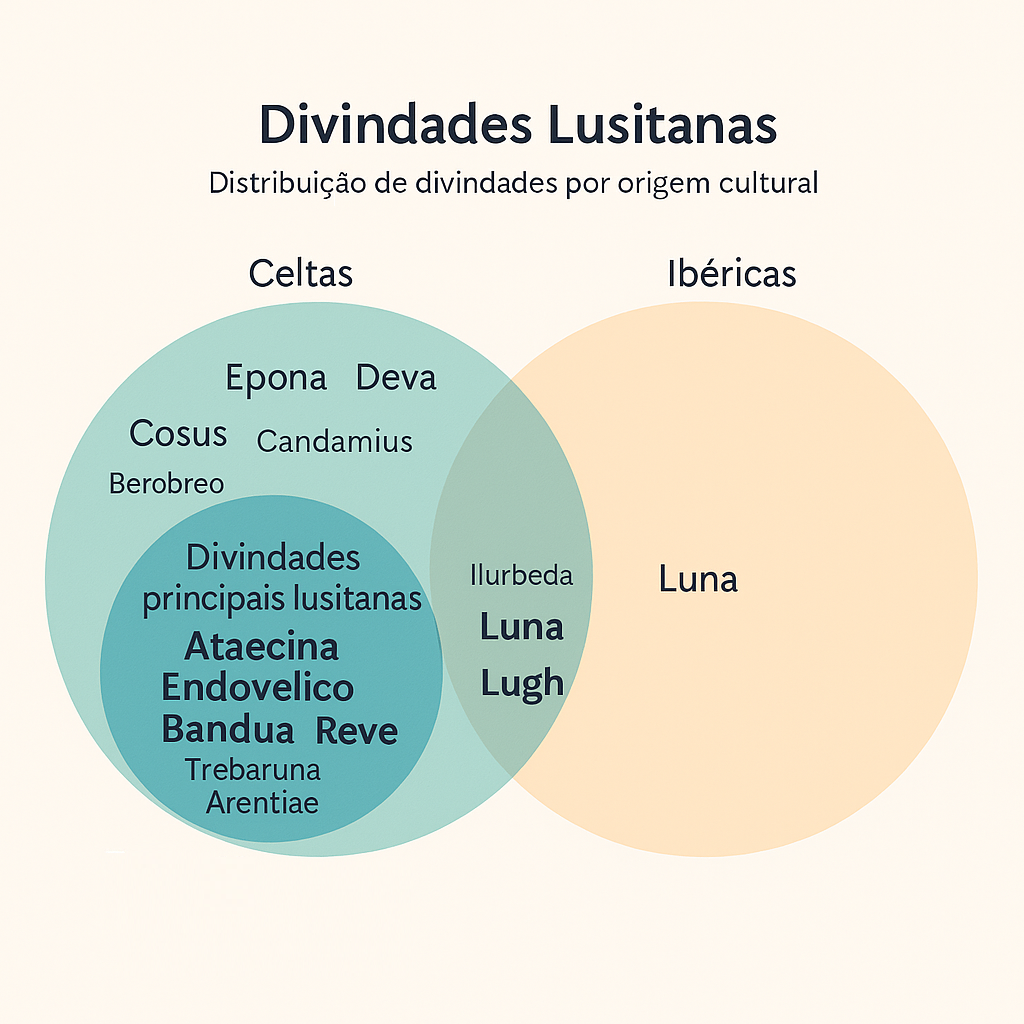
Divindades Lusitanas

Mitologia Lusitana é a mitologia dos lusitanos, povo de ascendência proto-indo-europeia do oeste da Península Ibérica, no território que compreende a maior parte de Portugal, da Galiza, da Extremadura e uma pequena parte de Salamanca.
As divindades lusitanas influenciaram fortemente todas as práticas religiosas do oeste da Ibéria, nomeadamente na Galécia e sua nativa Lusitânia. Recentemente, um substrato vascónio está a começar a ser reconhecido. Um outro povo que partilhava de práticas e divindades lusitanas eram os vizinhos vetões, apesar de não estar ainda claro o nível de partilha cultural dos dois povos vizinhos.
Os deuses lusitanos estiveram em síntese, quer com os celtas, quer misturando-se sincreticamente com divindades romanas depois da Lusitânia ser conquistada, e algumas divindades lusitanas seriam assimiladas pelos próprios romanos, até por fim abandonarem totalmente as crenças nativas quando o "paganismo" como um todo foi rejeitado, aquando a cristianização dos reinos suevo e visigodo ibéricos.

## Deuses
- Abiafelesurreco
- Abna
- Aegiamunniaegus
- Aernus
- Aetio
- Albucelainco
- Ameipicer
- Arabo
- Aracus
- Aratibro
- Arência
- Arêncio
- Ares Lusitano
- Arus
- Atégina
- Bandereico
- Bandiarbariaicus
- Bandonga
- Bandua
- Bandueaetobrigus
- Bmervasecus
- Bormanico
- Brigus
- Cabar
- Cabuniaegenis
- Candeberônio
- Carióceco
- Carneus
- Cauleces
- Collouesei
- Coniumbricenses
- Coronus
- Coruas
- Cosus
- Crouga
- Cusicelenses
- Cusuneneaecus
- Debaroni
- Dercécio
- Dominus Cusus Neneoecus
- Dubérdico
- Durius
- Endovélico,  era um deus ligado à cura e também tinha funções oraculares . Ele parece ter sido originalmente um deus menor, mas tornou-se excepcionalmente popular após a colonização romana.[4]
- Edovio
- Eniragillo
- Epona era protetora de cavalos, burros e mulas. Era particularmente uma deusa da fertilidade, como o demonstram as suas representações associadas às figuras da patera, da cornucópia, das espigas de trigo e da presença de potros. Ela e os seus cavalos também podem ter sido os barqueiros da alma para a vida após a morte, com paralelos em Rhiannon do Mabinogion. O fato incomum sobre esta divindade celta era que ela era "a única divindade celta venerada em última análise na própria Roma", era difundida no Império Romano entre os séculos I e III d.C, enquanto a maioria das divindades celtas estavam associadas a um local específico.
- Erbina
- Frovida
- Igaedo
- Ilurbeda
- Júpiter Ótimo Máximo
- Lepo
- Laho
- Laneana
- Larauco
- Laribero
- Lucubo
- Lurunos
- Miraro
- Mirobieu
- Moelio
- Moricilo
- Munidis
- Nabia pode ter sido duas divindades distintas, a consorte do equivalente lusitano do Júpiter romano e outra associada à terra e às fontes sagradas.[5] Nabia teve uma invocação dupla, um homem e uma mulher. A suprema Nábia está ligada a Júpiter e a outra encarnação da divindade, identificada com Diana, Juno ou Vitória ou outras do panteão romano, ligada à protecção e defesa da comunidade ou à saúde, riqueza e fertilidade.
- Nantosvelta
- Netaci
- Ocaere
- Quangeio
- Reo
- Reue
- Runesocesius
- Saur
- Salqiu
- Sucellus
- Tameóbrigo
- Toga
- Tongoe
- Tongoenabiago
- Torolo
- Trebaruna
- Turiaco
- Turólicos
- Verore
- Vestio

## Outras divindades
| - Crouga Iouea - Genius Laquinie(n)sis - Genius Toncobricensis - Lares viales - Nimphae - Nimphae Lupianae | - Nimphae Castaecae - Nimphae Fiduenearum - Fontanus - Fontana - Martis Genio - Peinticis |

## Cultos
Culto às aquae sanctae. Culto às fragas e rochas.